# Émilie Le Pennec
Émilie Le Pennec (La Garenne-Colombes, Hauts-de-Seine, 31 de desembre de 1987) és una gimnasta artística francesa retirada. Le Pennec va ser la campiona olímpica del 2004 en barres asimètriques i va ser la primera gimnasta francesa femenina a guanyar una medalla olímpica en gimnàstica artística femenina.

## Carrera
Entrenada per Yves Kieffer al Pôle France INSEP de París, Le Pennec va ser campiona nacional júnior francès el 2002. Als seus primers nacionals sèniors el 2003, es va classificar en cinquena posició, però va guanyar una medalla de plata a la seva especialitat, les barres asimètriques. Va representar França al Campionat d'Europa júnior del 2002, on va guanyar una medalla de bronze en la prova per equips. Al Campionat Mundial de gimnàstica del 2003, Le Pennec formava part de la selecció francesa que va acabar en 10è lloc. També es va classificar per a la final global i per a l'exercici de terra, on va acabar onzena i setena, respectivament.
Als Jocs Olímpics de 2004 a Atenes, Le Pennec es va classificar sisena amb l'equip francès i 14è a la final global. Tanmateix, va brillar a la final de barres asimètriques, on la seva rutina arriscada la va ajudar a guanyar una medalla d'or a un camp difícil amb nombrosos campions olímpics i mundials, inclosa Svetlana Khorkina (que va caure lesionada de l'aparell, que tradicionalment dominava) i la campiona del món Courtney Kupets del 2002. La seva medalla va ser la primera per a una gimnasta femenina francesa.
Le Pennec va continuar entrenant i competint després dels Jocs Olímpics. El 2005 va guanyar dues medalles al Campionat Europeu: or a barres asimètriques i bronze al terra. També es va classificar a la final global en primera posició, però va perdre qualsevol possibilitat de guanyar una medalla quan va caure durant la seva rutina de la barra d'equilibri. Le Pennec també va competir al Campionat Mundial de Melbourne de 2005, però els errors li van impedir obtenir una medalla.
Es considerava la seva rutina en asimètriques era una de les més difícils tècnicament del món. En ella, va completar un Def (un moviment de Gienger amb un gir complet), un element classificat al nivell de dificultat superior, Super-E, al codi de punts del 2005. Le Pennec també realitzava un doble gir d'esquena en salt mortal a la sortida.
Le Pennec es va perdre el Campionat d'Europa del 2006 per concentrar-se en les tasques escolars. Més tard, recuperant-se d'una lesió al tendó d'Aquil·les i actuant segons els consells dels seus metges, va quedar fora del Campionat Mundial del 2006.
El 27 de setembre de 2007, va anunciar a través d'un comunicat de premsa que havia posat fi a la seva carrera, principalment després de no haver recuperat el seu nivell després de les seves múltiples lesions el 2006-2007, sent l'última una lesió al taló contreta durant el Vittel internacional a l'agost del 2007.

## Després de la retirada esportiva
Durant els Jocs Olímpics d'estiu del 2008, va treballar com a consultora de la televisió francesa Canal+.
Després de retirar-se de la gimnàstica, Le Pennec va estudiar per convertir-se en fisioterapeuta. Practica a París.